# Société financière de Val d'Isère
La Société financière de Val d'Isère ou SOFIVAL est une holding financière détenant des parts dans la Compagnie des Alpes, propriétaire de la Société des téléphériques de Val-d'Isère (STVI).

## Historique
Face au succès du sport alpin, certains habitants se sont mobilisés pour faire de la station de Val d'Isère un site capable d'accueillir des compétitions sportives. Le domaine skiable de Val d'Isère intéresse, car le massif de Solaise est admirablement exposé (plein ouest), la neige est toujours présente (l'altitude du village en est la principale cause). La première benne est construite au moyen d'ânes et par la force des bras des autochtones, elle sera l'une des plus rapides du pays. 
La Société des téléphériques de Val d'Isère (STVI) est créée en 1956 par Bernard Blas. La STVI « historique » sera plus tard le socle de la création de SOFIVAL actionnaire de la STVI, une holding, qui lui permettra son expansion en dehors de la station, et de gérer ses sociétés filiales notamment : 
- Montaval pour la maintenance et le montage de remontées mécaniques,
- VALBUS pour le réseau de bus en hiver,
- la nouvelle STVI pour l'exploitation des remontées mécaniques de Val d'Isère,
- DSV (Valmorel), actionnaire majoritaire avec 75 %[5] aux côtés de la Compagnie des Alpes avec 20 %,
- DSR (Domaine skiable de La Rosière), actionnaire majoritaire[5],
- SERMMA (Morzine-Avoriaz), achat de 38 % des parts en 1997, aux dépens de la Compagnie des Alpes[5].

À la suite d'un accord avec la SOFIVAL, la STVI est rachetée en 2007 par la Compagnie des Alpes (CDA) société dans laquelle la SOFIVAL prend une participation proche de 8,6 % dans le cadre d'une augmentation de capital. Elle en devient le quatrième actionnaire derrière les sociétés Groupe Caisse des dépôts (39,50 %), M&G Investment Management (13,70 %), OPCVM (13,20 %). Par ailleurs, la CDA possède 60 % de STVI et 20 %  de DSV, de DSR et de la SERMA.

## Équipe dirigeante[8]

### Direction
- PDG : Bernard Blas - né le 20 septembre 1925 - Il est également le Vice-président de la Compagnie des Alpes[9].
- DG délégué : Christian Fine